# Vznášedlo

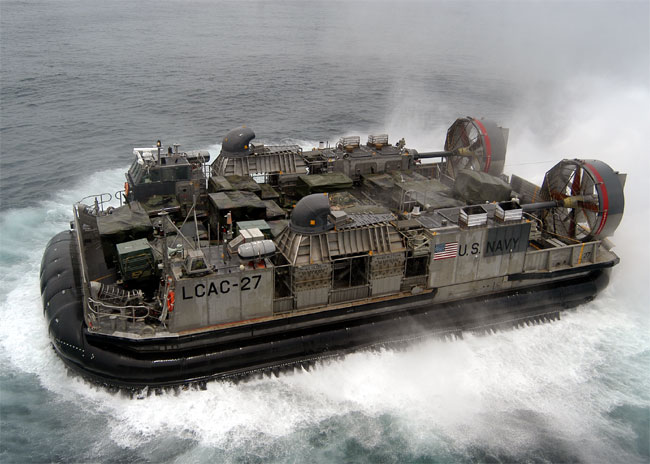
Americké vojenské výsadkové vznášedlo třídy LCAC

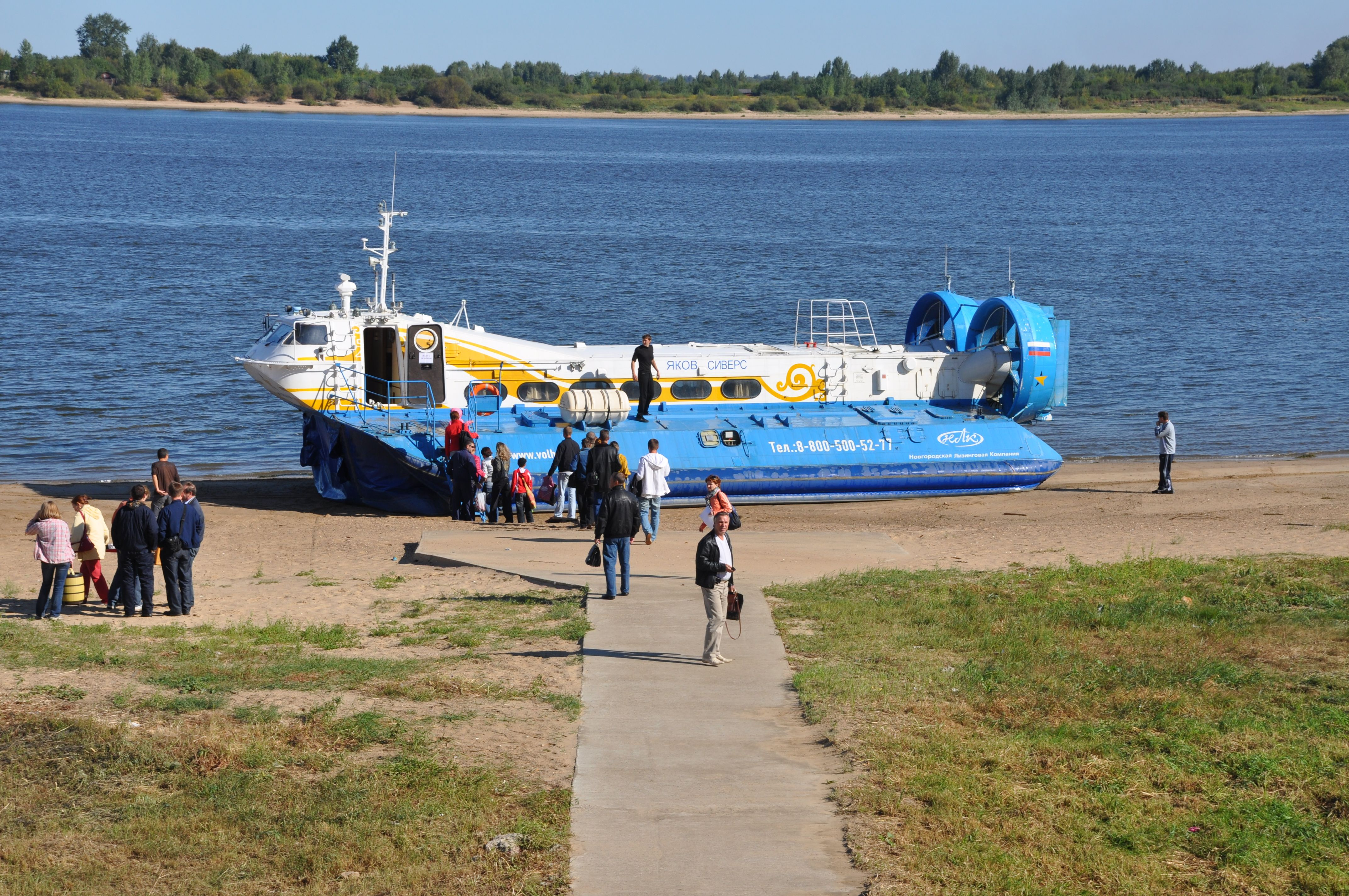
A48

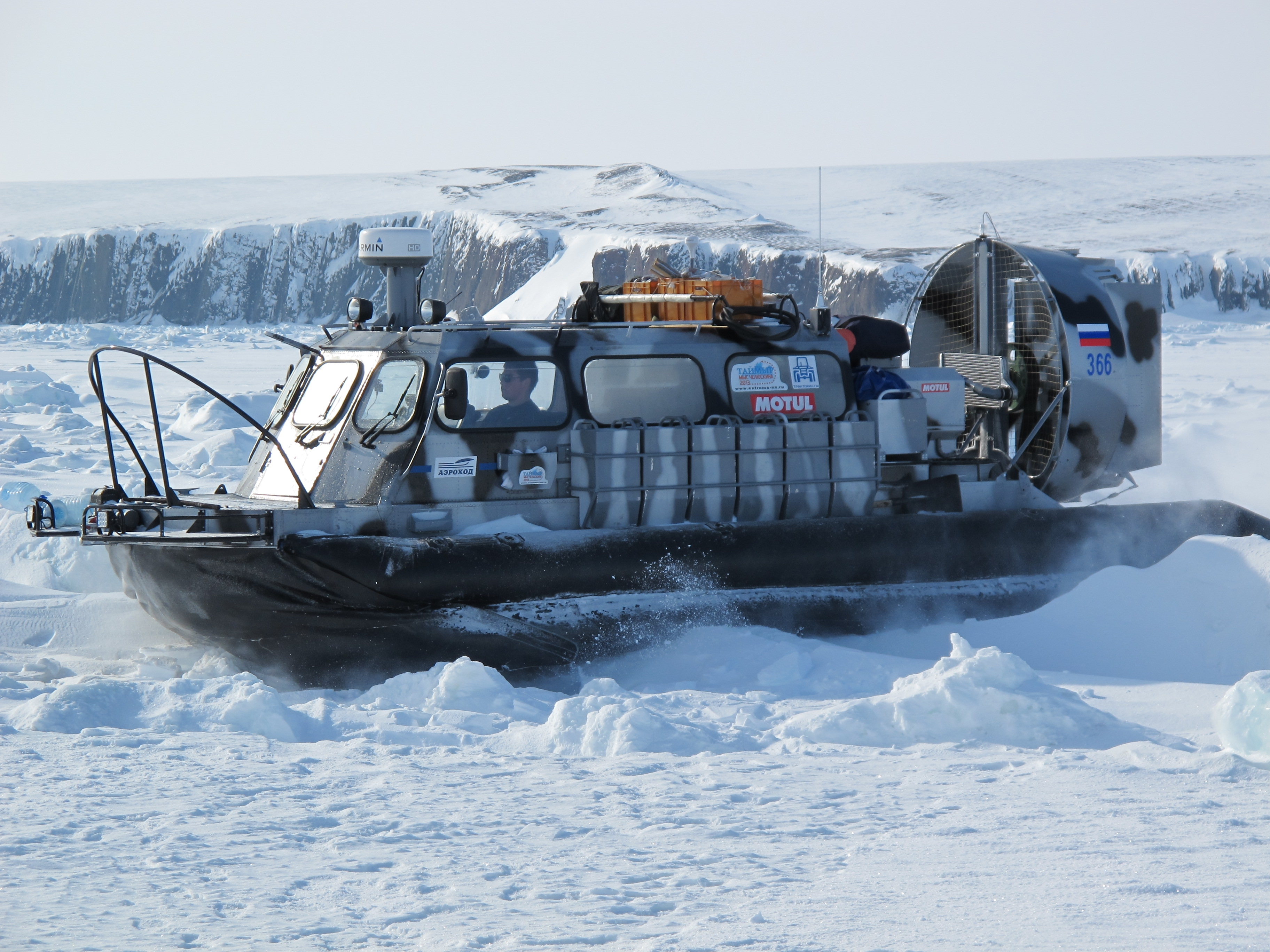
Hivus-10

Vznášedlo je dopravní prostředek pohybující se na vzduchovém polštáři těsně nad vodní hladinou nebo povrchem Země. Vzduchový polštář je vytvářen proudem vzduchu, který je dmychadly vháněn pod vznášedlo otvory ve dně trupu. Většina vznášedel má po celém obvodu pružnou manžetu, která se naplňuje vzduchem a brání rychlému unikání vzduchu vháněného pod vznášedlo. Díky tomu vzniká pod vznášedlem trvalý přetlak, který udržuje celý stroj nad hladinou či pevninou. Pohyb vznášedlům zajišťují mohutné vrtule, které bývají instalovány v zadní části stroje.
Většímu rozšíření vznášedel však v minulosti bránily jejich vysoké provozní náklady (obrovská spotřeba paliva) a často dost omezený dosah. Vývoj moderních pohonných jednotek o vysokém výkonu při nižší spotřebě paliva a rozsáhlé využití nových lehkých materiálů (hlavně kompozitů) při jejich výrobě ovšem vede ke snižování celkových provozních nákladů.

## Historie
Na přelomu 60. a 70. let probíhaly ve Francii pokusy s vlakem pohybujícím se na vzduchovém polštáři. Osobní vůz projektu Aérotrain, vyvíjený pod vedením Jeana Bertina, dosáhl průměrné rychlosti 417,6 km/h a maximální 430 km/h. To je dosud rychlostní rekord vozidel pohybujících se na vzduchovém polštáři.

## Vojenská vznášedla
Vojenské vznášedlo je vždy plně obojživelné a často silně vyzbrojené. Může aktivně působit z nepřipravených postavení na pláži a velmi rychle se přibližovat k cíli bez ohledu na stav moře, přílivu i pobřeží. Protože není vůbec ponořeno pod hladinou, je prakticky nezranitelné klasickými podvodními zbraněmi, jako jsou akustické či magnetické miny nebo torpéda.
Nejrozsáhlejší flotilu vznášedel má v současné době americké námořnictvo, které má ve výzbroji přes 90 výsadkových vznášedel typu LCAC (Landing Craft Air Cushion) postupně zaváděných do služby v letech 1984 až 1997. Tato vznášedla mohou přepravovat náklad až do hmotnosti 60 tun (při přetížení až 75 tun). LCAC má po celém obvodu typickou pružnou manžetu, která mu dovoluje rychlý a hladký pohyb i na souši s terénními překážkami až do výšky 120 cm.
Náklad je přepravován v otevřeném nezastřešeném nákladovém prostoru. Kvůli obrovskému hluku však v něm nelze přepravovat osoby. Proto je nezbytnou výbavou každého vznášedla speciální modul pro transport osob PTM (Personnel Transport Module), který pojme až 180 plně vyzbrojených námořních pěšáků nebo 108 lůžek pro raněné se zdravotnickým personálem či nejrůznější náklad o objemu do 19,4 m3. Modul PTM je sestavován z dílů, jejichž jednotlivá hmotnost nepřevyšuje 75 kg. Díky tomu může modul PTM sestavit 12 osob během 4 hodin. Sestavený modul PTM je vybaven vlastním osvětlením, kvalitním ventilačním zařízením i komunikačním systémem. Všechna americká vznášedla vybavená modulem PTM nesou označení MCAC (Multipurpose Craft Air Cushion). Od poloviny 90. let 20. století jsou pro LCAC k dispozici výkonné systémy pro zneškodňování min. Jedná se o tažená odminovací zařízení pro vrtulníky Sikorsky MH-53E Sea Dragon a výbušné odminovací systémy určené k ničení min nakladených na plážích a v mělkých pobřežních vodách.
Vznášedla LCAC lze přepravovat v dokovém prostoru vrtulníkových výsadkových plavidel třídy USS Tarawa a USS Wasp.
Mimořádně velký význam přikládalo výsadkovým vznášedlům námořnictvo bývalého Sovětského svazu. Vývoj výsadkových vznášedel větších rozměrů začal již kolem roku 1964 a v roce 1970 bylo postaveno první výsadkové vznášedlo - Projekt 1232, které dokázalo přepravovat 2 střední tanky T-55 / T-62 s asi 200 vojáky nebo 4 lehké plovoucí tanky PT-76 s 50 vojáky nebo až 60 tun různých zásob.